# Tryckfrihetsdomstol
Tryckfrihetsdomstolar dömer i  tryckfrihetsmål och förs i tingsrätterna. Det är Justitiekanslern som skall vaka över att de gränser för tryckfriheten som anges i tryckfrihetsförordningen inte överskrids. Det är också Justitiekanslern som beslutar om åtal och det är Justitiekanslern ensam som är åklagare. Vid tryckfrihetsmål skall frågan om brott föreligger, prövas av en jury om nio medlemmar vilka alla måste ha tjänat som nämndemän och vara bosatta inom länet där målet prövas. Sex jurymedlemmar måste vara överens om att tryckfrihetsbrott föreligger för att straff skall kunna utmätas. Av alla svenska domstolar är det endast i tryckfrihetsdomstolarna som det förekommer en jury. En tingsrättsdom i ett tryckfrihetsmål kan överklagas till högre instans, dock inte frikännanden.
Systemet har mottagit mycket kritik, Europadomstolen fällde Sverige i målet Holm mot Sverige då en jury med en majoritet S-märkta ledamöter friade en socialdemokratisk tidskrift från förtal. Kritik har även framkommit i ett flertal andra fall exempelvis att den förre journalistförbundsordföranden Östen Johansson satt i juryn som friade TV4 i ett förtalsfall.